# Spagna ai Giochi della XXIV Olimpiade
La Spagna partecipò ai Giochi della XXIV Olimpiade, svoltisi a Seul, Corea del Sud, dal 17 settembre al 2 ottobre 1988, con una delegazione di 229 atleti impegnati in ventiquattro discipline.

## Medaglie
| Medaglia | Atleta                      | Sport  | Evento              |
| -------- | --------------------------- | ------ | ------------------- |
| Oro      | José Doreste                | Vela   | Finn                |
| Argento  | Sergio Casal Emilio Sánchez | Tennis | Doppio maschile     |
| Bronzo   | Sergio López                | Nuoto  | 200 m rana maschili |
| Bronzo   | Jorge Guardiola             | Tiro   | Skeet               |

### Medagliere per discipline
| Sport  | Oro | Argento | Bronzo | Totale |
| ------ | --- | ------- | ------ | ------ |
| Vela   | 1   | 0       | 0      | 1      |
| Tennis | 0   | 1       | 0      | 1      |
| Nuoto  | 0   | 0       | 1      | 1      |
| Tiro   | 0   | 0       | 11ì    | 1      |
| Totale | 1   | 1       | 2      | 4      |

## Risultati

### Pallanuoto
| Atleta | Classifica |                   |
| --- | --- | ----------------- |
| V · D · M Nazionale maschile spagnola di pallanuoto · Giochi olimpici - Seul 1988 1 Rollán · 2 Chillida · 3 González · 4 Pérez · 5 Estiarte · 6 Robert · 7 Payá · 8 Rodriguez · 9 Sans · 10 Gómez · 11 Moya · 12 Neira · 13 García · CT : Antonio Esteller | 6° |                   |
| Nazionale maschile spagnola di pallanuoto · Giochi olimpici - Seul 1988 | |                   |
| 1 Rollán · 2 Chillida · 3 González · 4 Pérez · 5 Estiarte · 6 Robert · 7 Payá · 8 Rodriguez · 9 Sans · 10 Gómez · 11 Moya · 12 Neira · 13 García · CT: Antonio Esteller                                                                                    | 1 Rollán · 2 Chillida · 3 González · 4 Pérez · 5 Estiarte · 6 Robert · 7 Payá · 8 Rodriguez · 9 Sans · 10 Gómez · 11 Moya · 12 Neira · 13 García · CT: Antonio Esteller | Spagna (bandiera) |